# Trupanea pubescens
Trupanea pubescens är en tvåvingeart som först beskrevs av Jean-Jacques Kieffer och Jorgenson 1910.  Trupanea pubescens ingår i släktet Trupanea och familjen borrflugor. Inga underarter finns listade i Catalogue of Life.